# Carl Engler

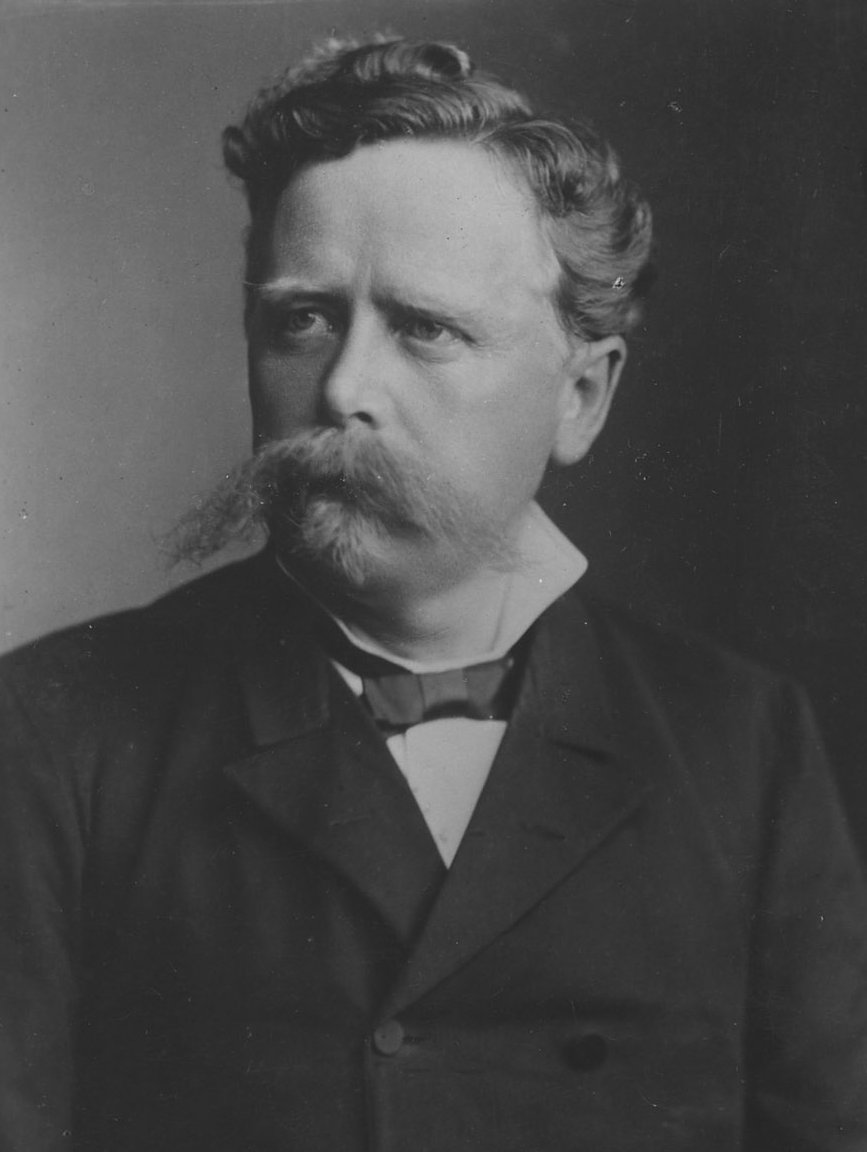
Carl Engler, um 1890

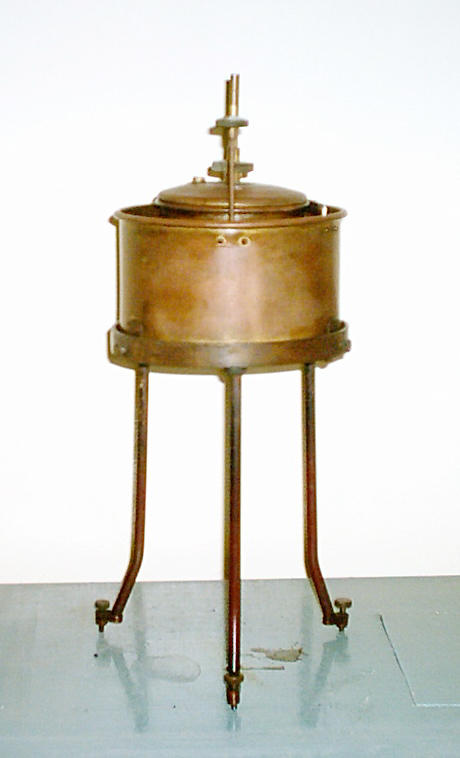
Engler-Viskosimeter

Carl Oswald Viktor Engler (* 5. Januar 1842 in Weisweil; † 7. Februar 1925 in Karlsruhe) war ein deutscher Chemiker, Universitätsprofessor und Politiker und gilt weltweit als einer der Begründer und wichtigsten Förderer der Erdölwissenschaft und -technik.

## Leben und Werk
Der Sohn eines Pfarrers studierte nach seinem Schulbesuch in Emmendingen und Freiburg im Breisgau ab 1859 Chemie am Polytechnikum Karlsruhe, wo er bereits 1863 eine Stelle als wissenschaftlicher Assistent bekam. 1864 wurde Engler bei Karl Weltzien an der Universität Freiburg zum Dr. phil promoviert und lehrte dort nach seiner Habilitation an der Universität Halle von 1867 bis 1872 als Privatdozent. 1872 wurde Engler außerordentlicher Professor für Chemie an der Universität Halle (Saale), wo er 1872 und 1874 sein zweibändiges „Handbuch der technischen Chemie“ veröffentlichte.
1876 wurde er als Nachfolger von Lothar Meyer ordentlicher Professor für chemische Technologie und Direktor des chemisch-technischen Laboratoriums der Polytechnischen Schule Karlsruhe. 1880 gründete er dort die chemisch-technische Versuchs- und Prüfanstalt, die er bis 1887 leitet. 1883/84 war er Direktor des Polytechnikums und 1884 wandte er sich der Erdölchemie zu.
Im Jahre 1887 wurde Engler ordentlicher Professor der reinen Chemie an der Technischen Hochschule Karlsruhe und hatte 1898 und 1899 das Amt des Rektors inne.
1870 veröffentlichte er zusammen mit Adolph Emmerling, einem Schüler von Adolf von Baeyer eine Arbeit, in der die beiden erstmals über die Bildung von Spuren des Indigo aus einem Material berichteten, das nicht aus Indigo abgeleitet ist. Die Indigo-Synthese haben sie damit nicht gefunden, wie vielfach berichtet wird. Diese gelang Adolf von Baeyer 1878, der 1883 auch die richtige Strukturformel beschrieb.
Engler begründete 1880 die Chemisch-Technische Prüfungs- und Versuchsanstalt, deren Leitung er 1887 niederlegte, als ihm die Direktion des Chemischen Instituts übertragen wurde.
Er unternahm 1885 eine Studienreise in das Erdöl-Fördergebiet im Kaukasus, nach Galizien, später in den Nahen Osten (Ägypten) sowie nach Nordamerika. Engler vertrat die Auffassung, dass Erdöl letztlich in der Vorzeit aus Tierfett entstanden sei, was lange eine der verbreitetsten Thesen über Erdölentstehung war und von Engler durch Experimente untermauert wurde, in denen er Fischtran und andere tierische Fette hohem Druck aussetzte, was Öl-ähnliche Substanzen ergab. Er wies Cholesterole im Erdöl nach und optisch aktive Substanzen, womit ihm der Nachweis organischen Ursprungs des Erdöls gelang. Damals gab es noch konkurrierende Theorien anorganischen Ursprungs (Dmitri Iwanowitsch Mendelejew, Alexander von Humboldt, Marcellin Berthelot).
Seine späteren Forschungen konzentrierten sich auf das Erdöl. Um es anhand seiner Viskosität zu charakterisieren, entwickelte er um 1890 das Engler-Viskosimeter.
Ebenfalls nach ihm benannt ist die Engler-Normaldestillation zur Analyse von Erdöl mit zugehörigem Engler-Apparat aus Engler-Kolben mit Liebig-Kühler. Zahlreiche Reisen führten ihn in Erdölfördergebiete in vielen Teilen der Welt. Zusammen mit Hans Höfer gab er 1913 das zunächst fünfbändige Werk „Das Erdöl – Seine Physik, Chemie, Geologie, Technologie und sein Wirtschaftsbetrieb“ heraus, in 2. Auflage ab 1927. Er vertrat mehrfach Deutschland auf internationalen Erdölkonferenzen.
Daneben erforschte er unter anderem die Eigenschaften des Ozons.
Politisch engagierte Engler sich bei der Nationalliberalen Partei und saß als deren Vertreter von 1887 bis 1890 im Reichstag, von 1890 bis 1904 in der Ersten Kammer der badischen Landstände. Er war wesentlich an der Durchsetzung des Promotionsrechts für Technische Universitäten in Deutschland beteiligt.
Von 1903 bis 1925 war Engler Mitglied im Aufsichtsrat der BASF. Er gehörte auch dem Verein Deutscher Ingenieure (VDI) und dem Karlsruher Bezirksverein des VDI an.
1919 wurde er emeritiert. Sein Nachfolger als Chemieprofessor in Karlsruhe war ab 1919 Paul Pfeiffer.

## Ehrungen
- 1885 Ernennung zum Hofrat
- 1889 Ernennung zum Geheimen Hofrat
- 1896 Ernennung zum Geheimen Rat 2. Klasse
- Ehrendoktor der Humboldt-Universität zu Berlin und Technischen Hochschule Darmstadt (1911)
- 1912 zum Wirklichen Geheimen Rat mit dem Prädikat „Exzellenz“
- Ehrendoktor der Universität München (1918)
- Akademie-Mitglied in Berlin, Heidelberg, Bukarest, Sankt Petersburg, Turin und andernorts.
- seit 1879 Mitglied der Leopoldina
- Ehrenmitglied der Karlsruher Burschenschaft Ghibellinia[7]

Nach Engler benannt ist die Carl-Engler-Medaille, die die Deutsche Wissenschaftliche Gesellschaft für Erdöl, Erdgas und Kohle (DGMK) verleiht. Die berufliche Schule für Chemieberufe in Karlsruhe trägt ebenfalls seinen Namen. Nach Engler und Hans Bunte ist außerdem das bis heute existierende „Engler-Bunte-Institut“ am Karlsruher Institut für Technologie benannt.
Er wurde auch fünfmal für den Chemie-Nobelpreis vorgeschlagen.

## Schriften (Auswahl)
- Historisch-kritische Studien über das Ozon. Halle 1879.
- Handbuch der chemischen Technologie (Herausgeberschaft in Nachfolge von P. A. Bolley bzw. K. Birnbaum). Acht Bände, Braunschweig 1887 ff.
- Vier Jahrzehnte chemischer Forschung unter besonderer Rücksicht auf Baden als Heimstätte der Chemie. Karlsruhe 1892.
- Das Erdöl, seine Physik, Chemie, Geologie, Technologie und sein Wirtschaftsbetrieb. Sechs Bände, Verlag von S. Hirzel, Leipzig 1907–1925 (herausgegeben zusammen mit H. v. Höfer).
- Beiträge zur Chemie und Physik der Erdölbildung. In: Petroleum. Zeitschrift für die gesamten Interessen der Petroleum-Industrie und des Petroleum-Handels, 2. Jg., Nr. 21, S. 912–916, Nr. 22, S. 964–967 sowie Nr. 23, S. 1021–1025.